# Melampus flexuosus
Melampus flexuosus är en snäckart som beskrevs av Joseph Charles Hippolyte Crosse 1867. Melampus flexuosus ingår i släktet Melampus och familjen dvärgsnäckor. Inga underarter finns listade i Catalogue of Life.